# 46731 Прієрблан
46731 Прієрблан (46731 Prieurblanc) — астероїд головного поясу, відкритий 4 жовтня 1997 року.
Тіссеранів параметр щодо Юпітера — 3,235.
Названо на честь Прієр-Блана фр. Pierre Prieur-Blanc, (1921-2002) — одного з трьох конструкторів коронаграфічної станції Паризької обсерваторії на горі Шато-Ренар (фр. Pic de Chateau-Renard) в муніципалітеті Сен-Веран (Верхні Альпи).